# Philip H. Gilbert
Philip Henri Gilbert (* 25. Oktober 1870 in Napoleonville, Louisiana; † 18. Oktober 1932 ebenda) war ein US-amerikanischer Jurist und Politiker. Zwischen 1926 und 1928 war er kommissarischer Vizegouverneur des Bundesstaates Louisiana.

## Werdegang
Philip Gilbert besuchte sowohl öffentliche als auch private Schulen. Nach einem anschließenden Jurastudium an der Tulane University und seiner Zulassung als Rechtsanwalt begann er in diesem Beruf zu arbeiten. Zwischen 1908 und 1916 war er Bezirksstaatsanwalt im 27. Gerichtsbezirk von Louisiana. Danach war er dort von 1916 bis 1920 als Richter tätig. Politisch schloss er sich der Demokratischen Partei an. Zwischen 1924 und 1932 saß er im Senat von Louisiana, dessen President Pro Tempore er im Jahr 1926 war.
Nach dem Tod von Gouverneur Henry L. Fuqua rückte dessen Vizegouverneur Oramel H. Simpson zu seinem Nachfolger auf. Die freigewordene Stelle des Vizegouverneurs fiel nun dem President Pro Tempore des Staatssenats, Philip Gilbert, zu. Dieser bekleidete den Posten kommissarisch bis zum Ende der Amtszeit im Jahr 1928. Dabei war er Stellvertreter des Gouverneurs und offizieller Vorsitzender des Staatssenats. Er starb am 18. Oktober 1932 in seinem Heimatort Napoleonville im Assumption Parish, wo er auch beigesetzt wurde.